# Strima
Strima (en macédonien Стрима, en albanais Strima) est un village du nord de la Macédoine du Nord, situé dans la municipalité de Lipkovo. Le village comptait 3 habitants en 2002. Il est majoritairement albanais.

## Démographie
Lors du recensement de 2002, le village comptait :
- Albanais : 3